# Ґродзіськ-Весь
Ґродзіськ-Весь (пол. Grodzisk-Wieś) — село в Польщі, у гміні Червін Остроленцького повіту Мазовецького воєводства.
Населення — 67 осіб (2011).
У 1975-1998 роках село належало до Остроленцького воєводства.

## Демографія
Демографічна структура станом на 31 березня 2011 року:
|          | Загалом | Допрацездатний вік | Працездатний вік | Постпрацездатний вік |
| -------- | ------- | ------------------ | ---------------- | -------------------- |
| Чоловіки | 32      | 8                  | 15               | 9                    |
| Жінки    | 35      | 7                  | 12               | 16                   |
| Разом    | 67      | 15                 | 27               | 25                   |